# Egon Ihne
Egon Ihne (* 3. Juni 1859 in Rheinbach bei Bonn; † 6. Dezember 1943 in Darmstadt) war ein deutscher Gymnasialprofessor und Phänologe. Er gilt als der maßgebende Wegbereiter der wissenschaftlichen Pflanzenphänologie in Deutschland.

## Beruflicher Werdegang
Egon Ihne, Sohn eines Bergwerksdirektors, studierte Naturwissenschaften an der Universität Bonn und ab 1878 an der Universität Gießen, an der er 1880 mit einer pflanzengeographischen Dissertation zum Dr. phil. promoviert wurde. Von 1881 bis zu seinem Ruhestand im Jahre 1924 war er im hessischen Schuldienst tätig, zunächst am Gymnasium in Gießen, ab 1885 in der Realschule in Friedberg und ab 1885 als Gymnasialprofessor am Neuen Gymnasium und Pädagogischen Seminar in Darmstadt.
Als Fachlehrer für Naturwissenschaften unterrichtete Ihne vornehmlich Botanik und Geographie. Mit einem mehrfach aufgelegten Lernheft unter dem Titel "Erdkunde für Sexta" ist er auch als Schulbuchautor hervorgetreten. Dem Andenken eines hessischen Landsmanns, des Mitentdeckers von Franz-Josef-Land, widmete er das von ihm im Selbstverlag 1913 herausgegebene Buch "Der Nordpolarforscher Carl Weyprecht". Neben seiner Tätigkeit im höheren Schuldienst erforschte Ihne als Privatgelehrter über sechs Jahrzehnte das von der Wissenschaft seinerzeit wenig beachtete Gebiet der Pflanzenphänologie.

## Wissenschaftliches Lebenswerk
Der an der Universität Gießen lehrende Botaniker Hermann Hoffmann begeisterte Ihne bereits während seiner Promotion (1880) für die Pflanzenphänologie. Dieses Fachgebiet, die Lehre von den Entwicklungsphasen der Pflanzen im Jahresablauf, zu erforschen und zu einer wissenschaftlichen Disziplin auszubauen, wurde Ihnes eigentliche Lebensaufgabe.
Zunächst studierte er die historische Entwicklung der Pflanzenphänologie und erarbeitete eine umfassende Bibliographie des bisher vorhandenen Schrifttums. Das Ergebnis dieser Studien war das 1884 erschienene, wissenschaftshistorisch auch heute noch beachtenswerte Buch Geschichte der pflanzenphänologischen Beobachtungen in Europa, nebst Verzeichnis der Schriften, in welchen dieselben niedergelegt sind.
Bereits 1883 organisierte Ihne die Einrichtung von pflanzenphänologischen Beobachtungsstellen in Mitteleuropa und veröffentlichte deren Ergebnisse in alljährlich unter seiner Leitung herausgegebenen "Phänologischen Mitteilungen" (1883–1943). Für die Darstellung der Beobachtungsergebnisse wählte er vielfach die anschauliche Form der Karte. Seine 1905 in der Zeitschrift "Petermanns Geographische Mitteilungen" publizierte Phänologische Karte des Frühlingseinzugs in Mitteleuropa wurde in viele Lehrbücher und Atlanten aufgenommen. Besonders in der geographischen Wissenschaft fanden seine Forschungsergebnisse und deren kartographische Präsentation hohe Anerkennung.
Als erster erkannte Ihne den hohen Wert der phänologischen Forschungsergebnisse für den landwirtschaftlichen Pflanzenbaus und für den Obstbau. Grundsätzliche Überlegungen dazu finden sich in seiner Schrift Ueber Beziehungen zwischen Pflanzenphänologie und Landwirtschaft (1909). Hervorzuheben von seinen praxisorientierten Beiträgen aus dem Bereich des landwirtschaftlichen Pflanzenbaus ist das mit Erläuterungen publizierte Heft Karte der Gebiete Deutschlands mit Getreidefrühernte (Frühdruschbezirke) (1918).
Ihne gilt als der maßgebende Wegbereiter der wissenschaftlichen Pflanzenphänologie in Deutschland. Die Technische Hochschule Darmstadt verlieh ihm 1925 für seine Verdienste um den Ausbau der Pflanzenphänologie und ihre praktische Verwertung im Obstbau und in der Landwirtschaft die Würde eines "Dr. Ing. ehrenhalber".

## Wichtigste Publikationen
- Studien zur Pflanzengeographie: Geschichte der Einwanderung von Puccinia Malvaceraum und Elodea canadensis. Diss. phil. Univ. Gießen 1880.
- Geschichte der pflanzenphänologischen Beobachtungen in Europa nebst Verzeichnis der Schriften, in welchen dieselben niedergelegt sind. J. Ricker´sche Buchhandlung Gießen 1884 = Beiträge zur Phänologie Bd. I.
- Resultate der wichtigsten pflanzen-phänologischen Beobachtungen in Europa nebst einer Frühlingskarte (gemeinsam mit Hermann Hoffmann). J. Ricker´sche Buchhandlung Gießen 1885.
- Erdkunde in Sexta. Verlag A. Bergstraesser Darmstadt 1900; 2. Aufl. 1902; 7. Aufl. 1910; 11. Aufl. 1920.
- Phaenologische Karte des Frühlingseinzugs in Mitteleuropa. In: Petermanns Geographische Mitteilungen Bd. 51, 1905, S. 96–105 und Tafel 9.
- Deutscher Obstbau. Bearbeitet von Rudolph Goethe unter Mitwirkung von Georg Ihne. Berlin 1908 = Arbeiten der Deutschen Landwirtschafts-Gesellschaft H. 150.
- Ueber Beziehungen zwischen Pflanzenphänologie und Landwirtschaft. Berlin 1909 = Arbeiten der Deutschen Landwirtschafts-Gesellschaft H. 161.
- Der Nordpolarforscher Carl Weyprecht. Bearbeitet von Egon Ihne. Selbstverlag des Herausgebers, Friedberg 1913 = Hessische Volksbücher Bd. 17/18.
- Karte der Gebiete Deutschlands mit Getreidefrühernte (Frühdruschbezirke). Nebst ausführliches Begleitwort. Darmstadt 1918 = Arbeiten der Landwirtschaftskammer für das Großherzogtum Hessen H. 22.